# Super Trouper (album)
Super Trouper là album phòng thu thứ bảy của nhóm nhạc pop Thụy Điển ABBA, phát hành lần đầu tiên vào năm 1980. Nó bao gồm các đĩa đơn số 1 "The Winner Takes It All" và "Super Trouper". Album trở thành album bán chạy nhất năm 1980 tại Anh. [4]

## Lịch sử
Được dẫn dắt bởi hit quốc tế "The Winner Takes It All", Super Trouper là album đứng đầu bảng xếp hạng thứ sáu của nhóm tại Anh. Đây cũng là album bán chạy nhất ở Anh cho năm 1980. Super Trouper được phát hành lần đầu tiên trên CD vào năm 1983 bởi Polar Music International, vào đầu những năm 1980 bởi Polydor, vào cuối những năm 1980 bởi Atlantic Records cho Hoa Kỳ. Album đã được phát hành lại ở dạng kỹ thuật số được làm lại bốn lần; đầu tiên vào năm 1997, sau đó vào năm 2001, một lần nữa vào năm 2005 như là một phần của bộ The Record Studio Recordings và là một Phiên bản Deluxe (chứa một đĩa DVD thưởng) vào năm 2011. Cuộc ly hôn năm trước giữa Bjorn và Agnetha đã được khám phá trong "The Winner Takes It All ", và cuộc sống của các thành viên trong xã hội cao cấp Stockholm đã tô màu lời bài hát cho"On and On and On ". Các bài hát nổi tiếng khác trong album bao gồm ca khúc chủ đề hit "Super Trouper", cũng như điệu nhảy điện tử của "Lay All Your Love on Me". Có lẽ là do sự phản ứng dữ dội của thời gian, album đã thấy ABBA trở lại với âm thanh pop đơn giản hơn, [1] trái ngược với album Voulez-Vous trước đó (và đáng chú ý hơn về vũ đạo). Album khép lại với "The Old Old Friends Do", được thu âm trực tiếp một năm trước trong tour diễn năm 1979 của họ. Mặc dù không được phát hành dưới dạng đĩa đơn với album này, nhưng bài hát này sau đó đã được phát hành dưới dạng đĩa đơn vào năm 1992 để quảng bá cho phần tổng hợp Thêm ABBA Gold: More ABBA Lượt truy cập. [5] Bài hát này sau đó được cover bởi The Alexander Brothers, The Kingston Trio, Philomena Begley và Faryl Smith.

## Bìa album và tiêu đề
Super Trouper là nhãn hiệu đã đăng ký thuộc sở hữu của Strong Entertainment Lighting, cho nhãn hiệu tiếp theo của họ, tức là, đèn định hướng được sử dụng để theo dõi người biểu diễn trên sân khấu. Nhà thiết kế bìa album, Rune Söderqvist, đã quyết định sử dụng chủ đề nổi bật và chụp ảnh nhóm, được bao quanh bởi những người biểu diễn xiếc, tại Piccadilly Circus, London. Sau khi phát hiện ra rằng có luật ngăn chặn bất kỳ nghệ sĩ hay động vật nào xuất hiện ở trung tâm London, thay vào đó họ đã mời các thành viên của hai rạp xiếc địa phương đến Europa Film Studios, Stockholm để chụp ảnh ở đó. Một số bạn bè của ABBA cũng được mời tham gia và những điều sau đây cũng xuất hiện trên trang bìa: Görel Hanser (phó chủ tịch của Polar Music, người sau đó kết hôn với nhiếp ảnh gia của ban nhạc Anders Hanser), Berka Bergkvist (một nhân viên Polar Music khác), Tomas Ledin, và Anders Anderson (con trai quản lý của ABBA). [6] Đồng thời, Lasse Hallstrom cũng quay những cảnh cuối cùng được sử dụng trong các video cho "Happy New Year", "Felicidad" và "Super Trouper" mặc dù sau đó thậm chí còn chưa được sáng tác.